# Saldanha Marinho
Joaquim Saldanha Marinho (Olinda, 4 de maio de 1816 — Rio de Janeiro, 27 de maio de 1895) foi um advogado, jornalista, sociólogo e político brasileiro. Como jornalista, usou o pseudônimo Ganganelli.

## Vida
Bacharel da Faculdade de Direito do Recife em 1836. Advogado, foi presidente das províncias de Minas Gerais, de 1865 a 1867, e de São Paulo, de 24 de outubro de 1867 a 24 de abril de 1868, e deputado pela província de Pernambuco.

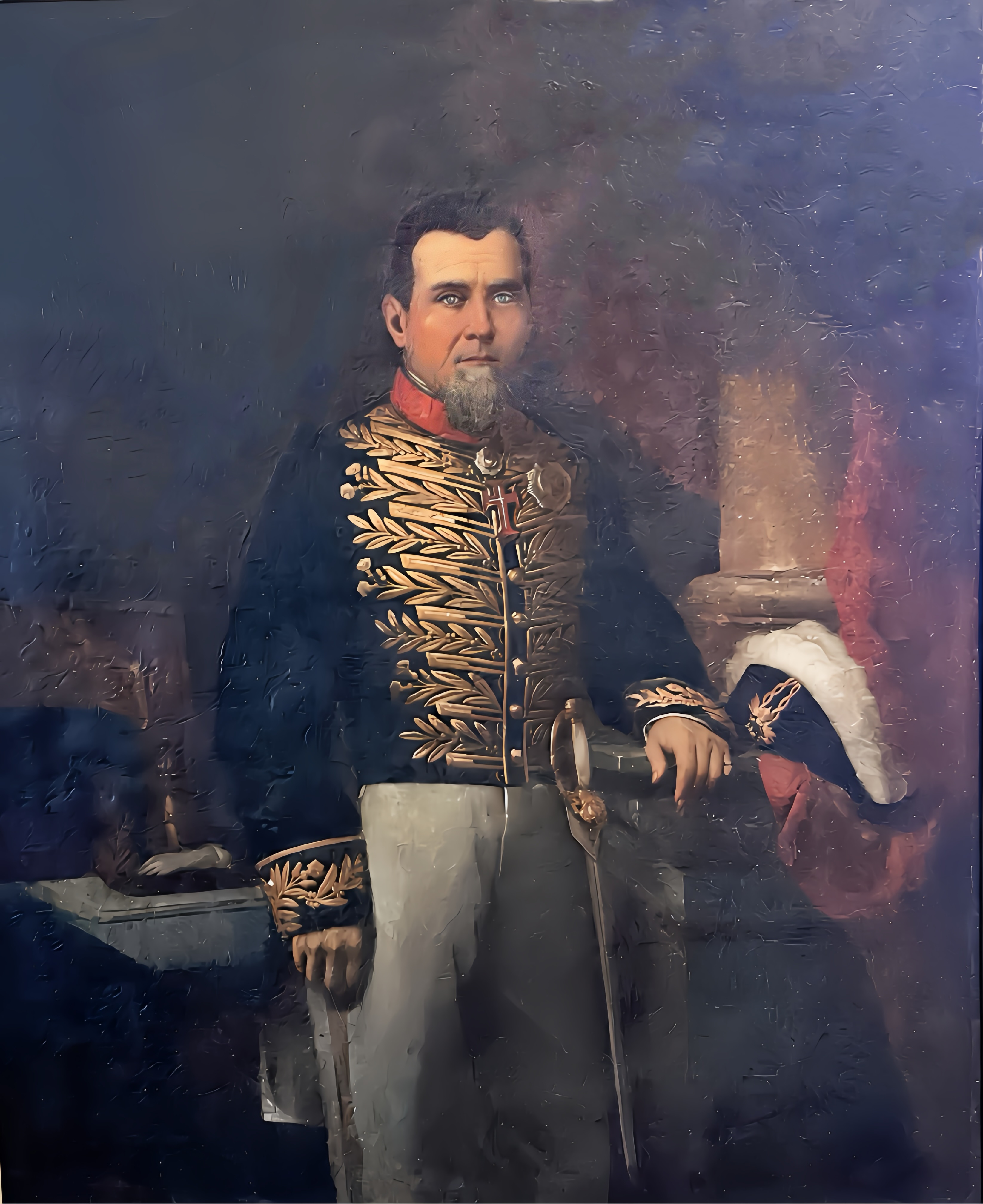
Pintura de Saldanha Marinho, século XIX. Em exibição no Solar do Padre Corrêa em Sabará.

Na sua gestão como Presidente da Província de São Paulo aplacou as lutas políticas entre Liberais e Conservadores. Tal fato foi decisivo para a fundação da Companhia Paulista de Estradas de Ferro, já que aglutinou as necessidades dos fazendeiros necessitados de transporte para suas mercadorias (que se dividiam naquelas duas correntes) e para levantamento dos capitais necessários à construção do trecho inicial da ferrovia, de Jundiaí a Campinas. Foi também fundamental à fundação da Companhia Paulista sua interpelação aos ingleses da São Paulo Railway, detentores da concessão imperial, que não manifestavam interesse em prolongar a ferrovia além de Jundiaí.
Foi signatário do Manifesto Republicano (1870). Eleito senador, não foi escolhido na lista tríplice por D. Pedro II.
Durante o império, foi Deputado Geral (equivalente dos atuais deputados federais) por cinco legislaturas (de 1848 a 1849, de 1861 a 1863, de 1864 a 1866, de 1867 a 1868 e de 1878 a 1881).

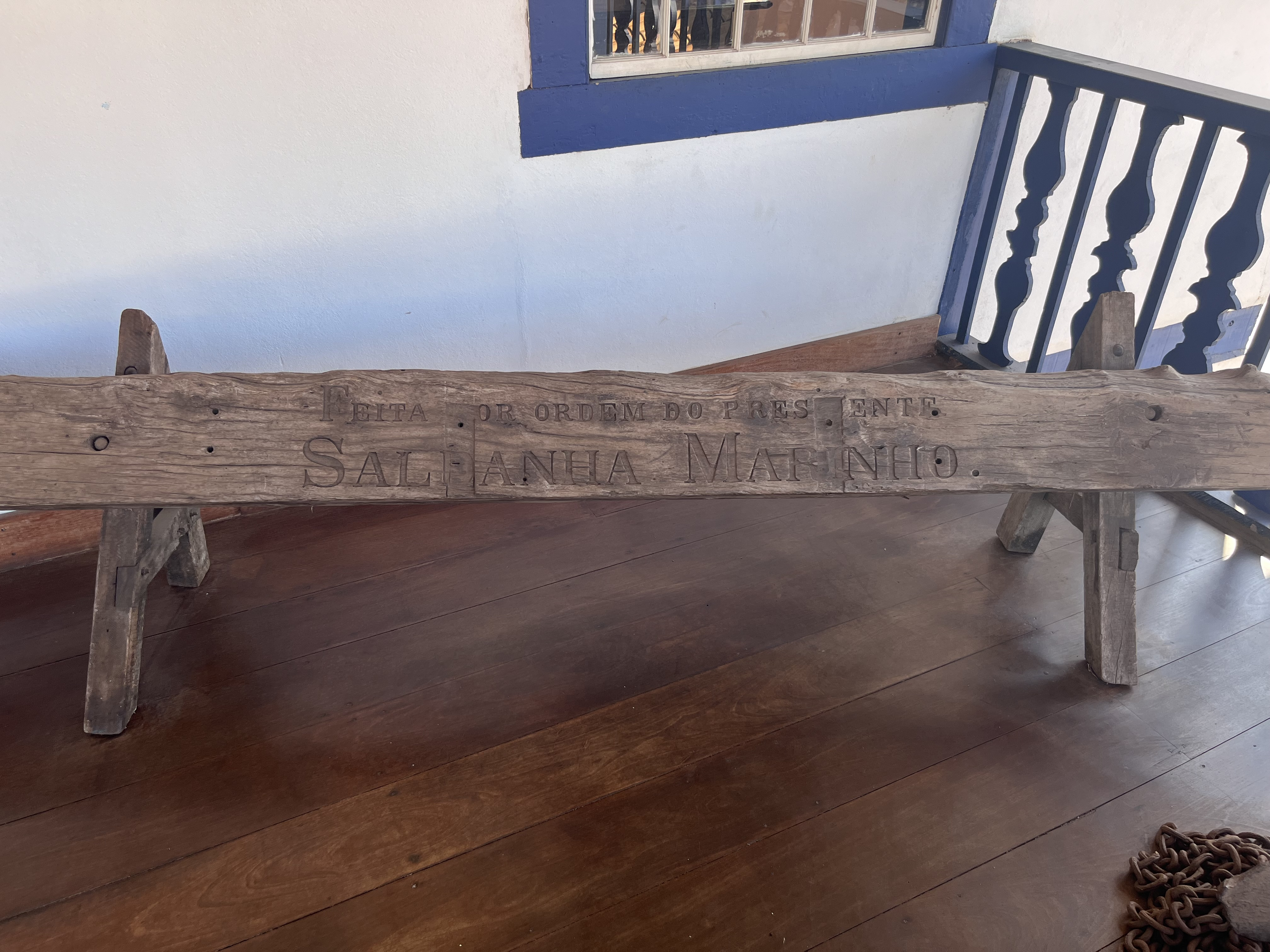
Fragmento da Ponte construída por ordens do então Governador de Minas Getais, Saldanha Marinho. Projeta pelo engenheiro Henrique Dumont, pai de Santos Dumont. Primeira grande ponte totalmente em madeira, cortando o rio das Velhas no século XIX.

Grão-mestre da maçonaria, teve destacada atuação na Questão Religiosa na década de 1870 quando publicou vários artigos em jornais com o pseudônimo de Ganganelli.
Com a Proclamação da República Brasileira, foi um dos autores do anteprojeto da Constituição de 1891 e senador da República pelo Distrito Federal da 21ª a 23ª legislaturas (de 1890 até a sua morte em 1895).
Casou-se, em 1837, em Pernambuco, com Paulina de Carvalho (†1876), de cuja união nasceram três filhos, dentre os quais, Joaquim Saldanha Marinho Jr., professor de Matemática.
Faleceu aos 79 anos, no Rio de Janeiro, e seu corpo foi sepultado no Cemitério São João Batista.

## Principais obras
- Direito Comercial (1869)[2]
- O Governo e os Bispos (1874)[2]
- A Igreja e o Estado[2] (1873-1874, em quatro volumes, sob o pseudônimo de Ganganelli)
- A Monarquia e a Política do Rei (1885)[2]